# Voz gutural
La voz gutural, también conocida como death growl (voz o gruñido usado en el death metal),  es un estilo de canto usado por algunas bandas de heavy metal.
El DRAE define gutural como los sonidos graves y similares a gruñidos que se producen al tocar con la parte detrás del velo del paladar el dorso de la lengua, o aproximándose al velo creando una constricción dentro de la cual el aire que se espire transitará.
Este tipo de tonos bajos se pudo observar por primera vez en cantantes de jazz como Louis Armstrong y Cab Calloway. Existen por lo menos dos tipos de constricción laríngea supraglotal que son usadas para obtener la voz gutural: la primera técnica se produce mediante la vibración de las cuerdas vocales y la segunda utilizando los pliegues ariepiglóticos.

## Terminología y usos
La voz gutural también es conocida como «death growl» («gruñido de muerte»), «voz de death metal» y también, de manera jocosa «voz/canto de Cookie Monster».
Muchas de las variantes del heavy metal, que se extiende desde comienzos de la década de los años 1990, suelen utilizar las voces guturales, éstas varían según el subgénero, pueden ser muy agudas y desgarradoras en el black metal, o muy graves como en el death metal.
Su uso está bastante extendido en el subgénero musical death metal, incluidos sus subgéneros como el death metal melódico y el death metal progresivo; pero también es usado en el thrash metal, el groove metal, el black metal, el grindcore, el deathcore, el doom metal, y en ocasiones en el hardcore punk, el metalcore, el metal gótico, o incluso en algunas bandas de heavy metal clásico, folk metal, viking metal, nu metal, screamo, crunkcore, trancecore, hardcore electrónico o nintendocore.

## En mujeres
Esa técnica de canto es empleada normalmente por hombres; sin embargo, aunque no ha sido tan popular la divulgación de este tipo de voz entre las mujeres, existen algunas que la utilizan. Entre las más destacadas se encuentran: 
- Sabina Classen de Holy Moses.[5]
- Angela Gossow (ex-Arch Enemy).[4][5]
- Masha Scream de Arkona.[6]
- Floor Jansen de Nightwish (ex-After Forever, ex-ReVamp).[4][5][7]
- Charlotte Wessels de Delain.[8]
- Lena Scissorhands de Infected Rain.[9]
- Mia Coldheart de Crucified Barbara.[10]
- Karyn Crisis de Crisis.[5]
- Heidi Sheperd y Carla Harvey de Butcher Babies[11]
- Otep Shamaya de Otep.[5]
- Alissa White-Gluz de Arch Enemy y ex-The Agonist.[5]
- Vicky Psarakis de The Agonist.[12]
- Maria Brink de In This Moment.[5]
- Morgan Lander de Kittie.[13][14]
- Tatiana Shmaylyuk de Jinjer.[15]
- Lisa Middelhauve (ex-Xandria).[16]
- Lacey Sturm de Flyleaf.[17]
- Amalie Bruun de Myrkur.[18][19]
- Virginie Goncalves de Kells.[20]
- Raffaella Rivarolo, de Cadaveria (ex-Opera IX).[21]
- Rachel Aspe de Eths.[22]
- Candice Clot, ex-Eths.[23]
- Vas Kallas de Hanzel und Gretyl.[24]
- Krysta Cameron[25] y Courtney LaPlante[26]  de Iwrestledabearonce.
- Candace Kucsulain de Walls of Jericho.[14][27]
- Jada Pinkett Smith de Wicked Wisdom.[28][29]
- Maria "Tristessa" Kolokouri, de Astarte.[30]
- Dawn Crosby de Detente y Fear of God.[4]
- Runhild Gammelsæter de Thorr's Hammer y Khlyst.[5]
- Britta Görtz de Cripper.[31]
- Alexis Brown de Straight Line Stitch.[32]
- Helen Vogt de Flowing Tears.[33]
- Sandra Schleret de Elis.[4]
- Laura Nichol de Light This City.[34]
- Jyou de Exist † trace.[35]
- Brody Dalle (ex-The Distillers).[36][37]
- Renee Phoenix de Fit For Rivals (ex-The Explicits).[38]
- Meredith Monk[39][40] y Diamanda Galás[41][42] que la usan fuera de la música rock.
- Sarah Perry<ref>«Cryalot AMA on r/indieheads». Reddit (en inglés). 30 de septiembre de 2022. Consultado el 16 de noviembre de 2016. de Kero Kero Bonito ha realizado esta técnica vocal en conciertos de la banda y en sus canciones como solista.